# Fisură în Pământ
Crack in the World este un film SF cu dezastre din 1965 regizat de Andrew Marton. În rolurile principale joacă actorii Dana Andrews, Janette Scott și Kieron Moore. Filmările au fost realizate în Spania. A fost distribuit de Paramount Pictures

## Prezentare
Dr. Stephen Sorenson (Dana Andrews) intenționează să folosească energia geotermală din interiorul Pământului prin intermediul unui dispozitiv termonuclear detonat adânc în pământ. În ciuda avertismentelor sumbre ale colegului său, cercetătorul Ted Rampion (Kieron Moore), dr. Sorenson inițiază experimentul după ce a aflat în secret că este bolnav în fază terminală. Acest experiment face o gaură în crusta Pământului care amenință să împartă Pământul în două bucăți dacă nu este oprit la timp.

## Actori
- Dana Andrews este Dr. Stephen Sorensen
- Janette Scott este Mrs. Maggie Sorensen
- Kieron Moore este Ted Rampion